# Hedriodiscus leucogaster
Hedriodiscus leucogaster är en tvåvingeart som först beskrevs av James 1933.  Hedriodiscus leucogaster ingår i släktet Hedriodiscus och familjen vapenflugor. Inga underarter finns listade i Catalogue of Life.